# Poppelsdorf

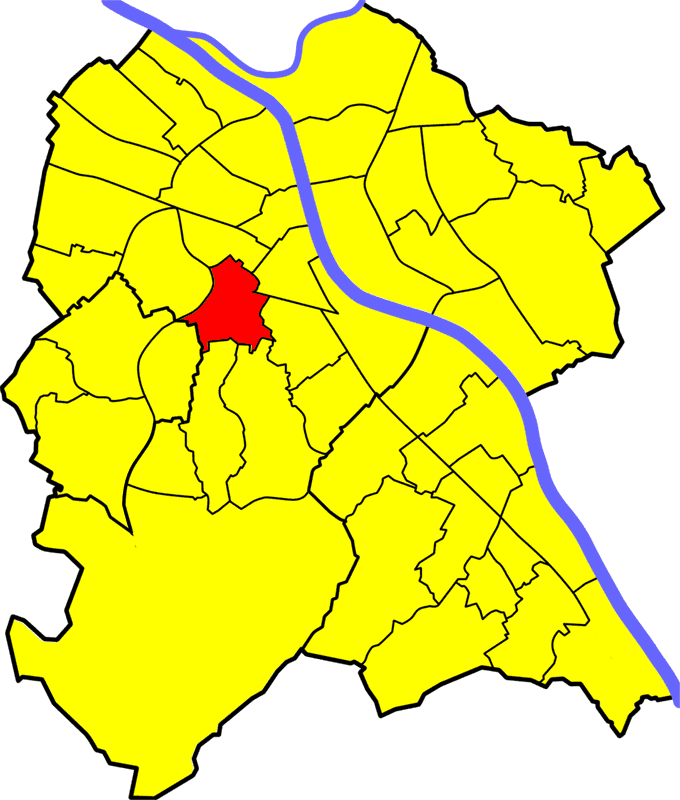
Situación de Poppelsdorf en la ciudad de Bonn.

Poppelsdorf es un barrio de Bonn en Alemania.

## Historia
En el 1904 Bonn absorbió dentro de su perímetro a una villa llamada Poppelsdorf, que tenía una fábrica de porcelana y unas bonitas casas de campo, así como una guarnición militar (regimiento de infantería n.° 28). Actualmente tiene unos 3.930 habitantes.

## Curiosidades
La principal curiosidad es el castillo mandado construir por el príncipe elector Clemente Augusto de Baviera (1700-1761), que fue donado a la universidad de Bonn por Federico Guillermo III de Prusia (1770-1840). Actualmente acoge los institutos de biología y de mineralogía de la universidad, así como un museo. El Jardín Botánico de la Universidad de Bonn contiene numerosas especies vegetales y presenta el récord del mundo de la mayor flor jamás observada, un Arum titán (Amorphophallus titanum) de 274 cm de altura (que floreció en el 2003).

## Galería de imágenes

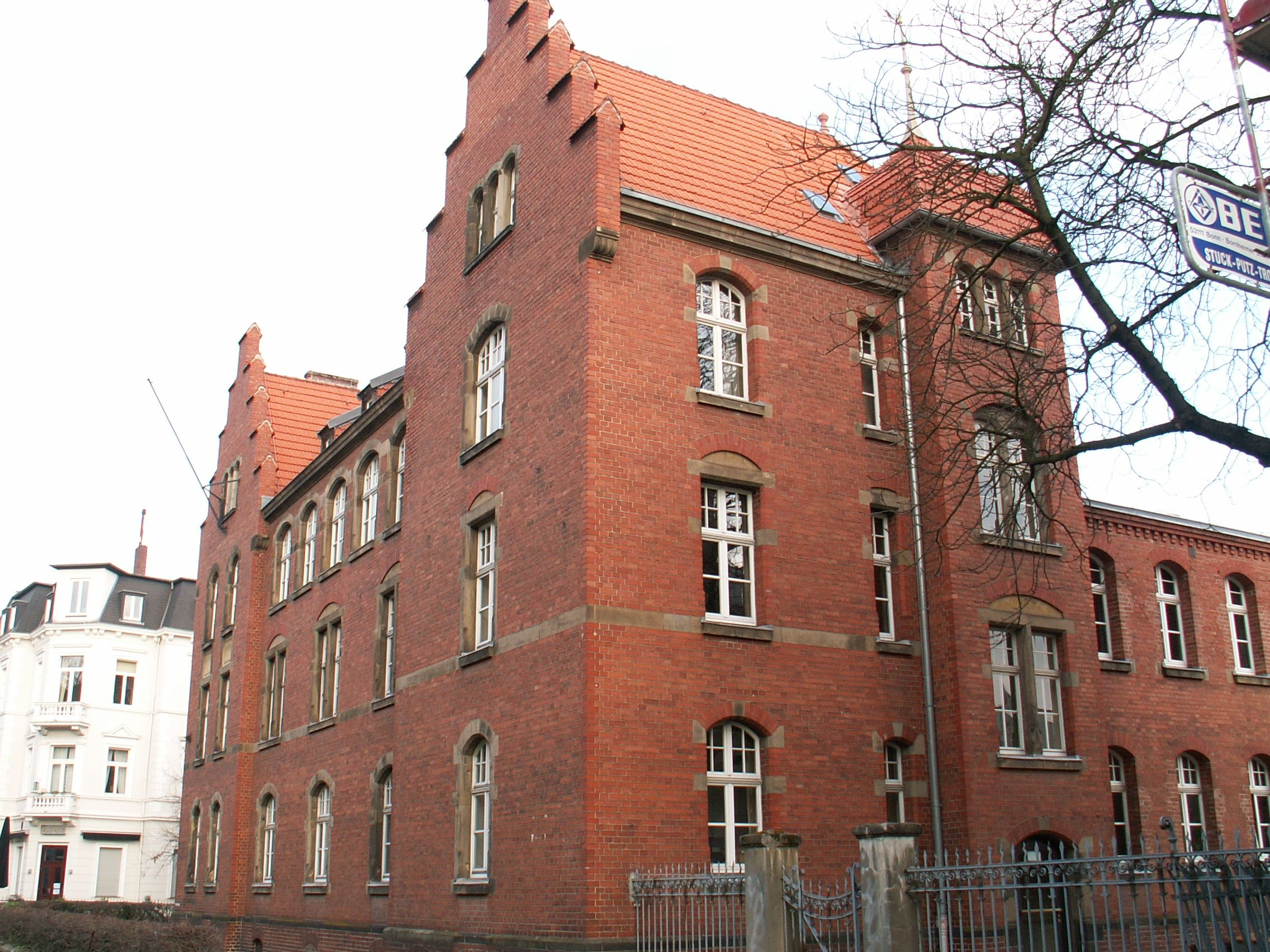
El antiguo cuartel Ermekeilkaserne
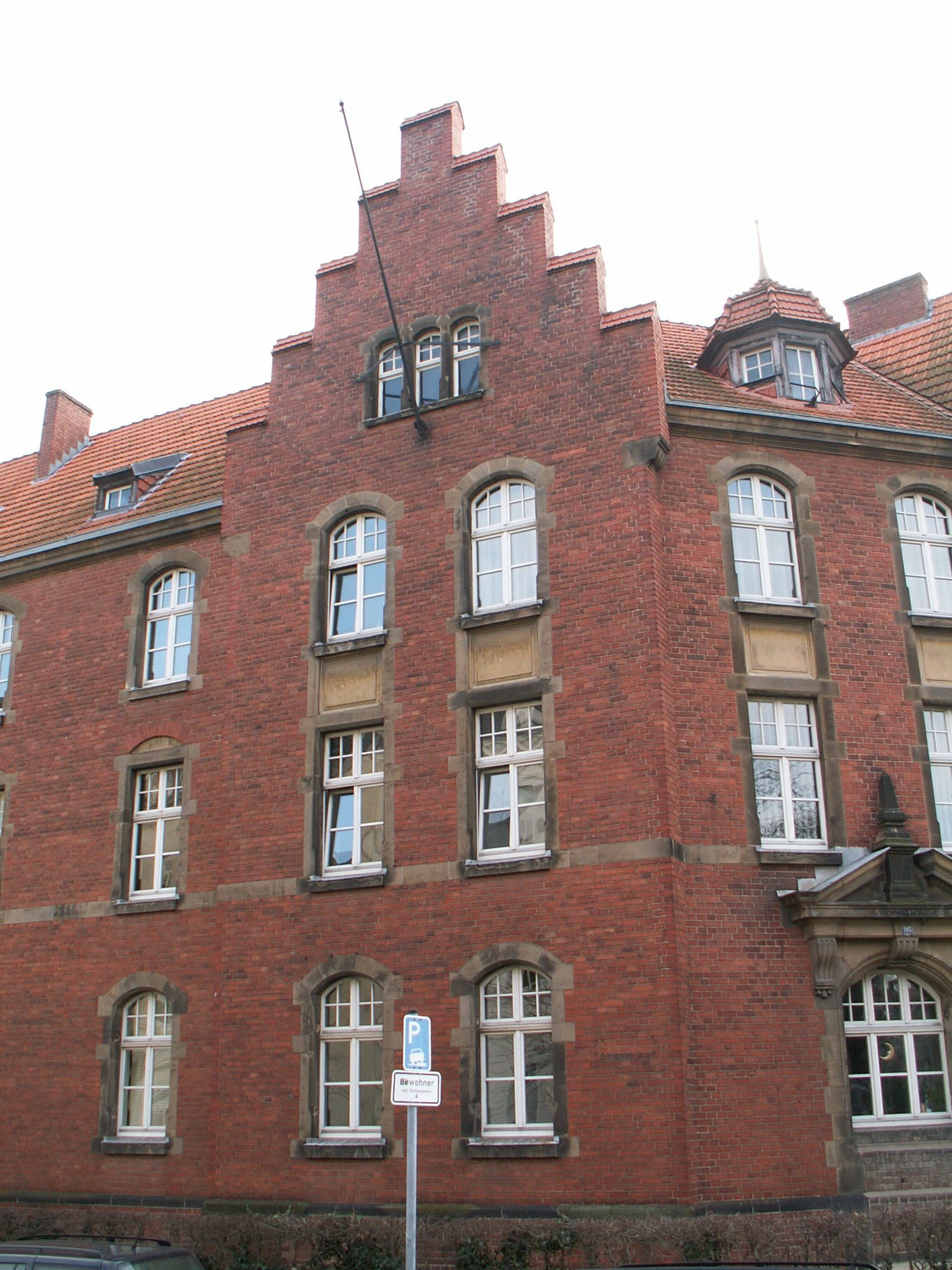
El antiguo cuartel Ermekeilkaserne
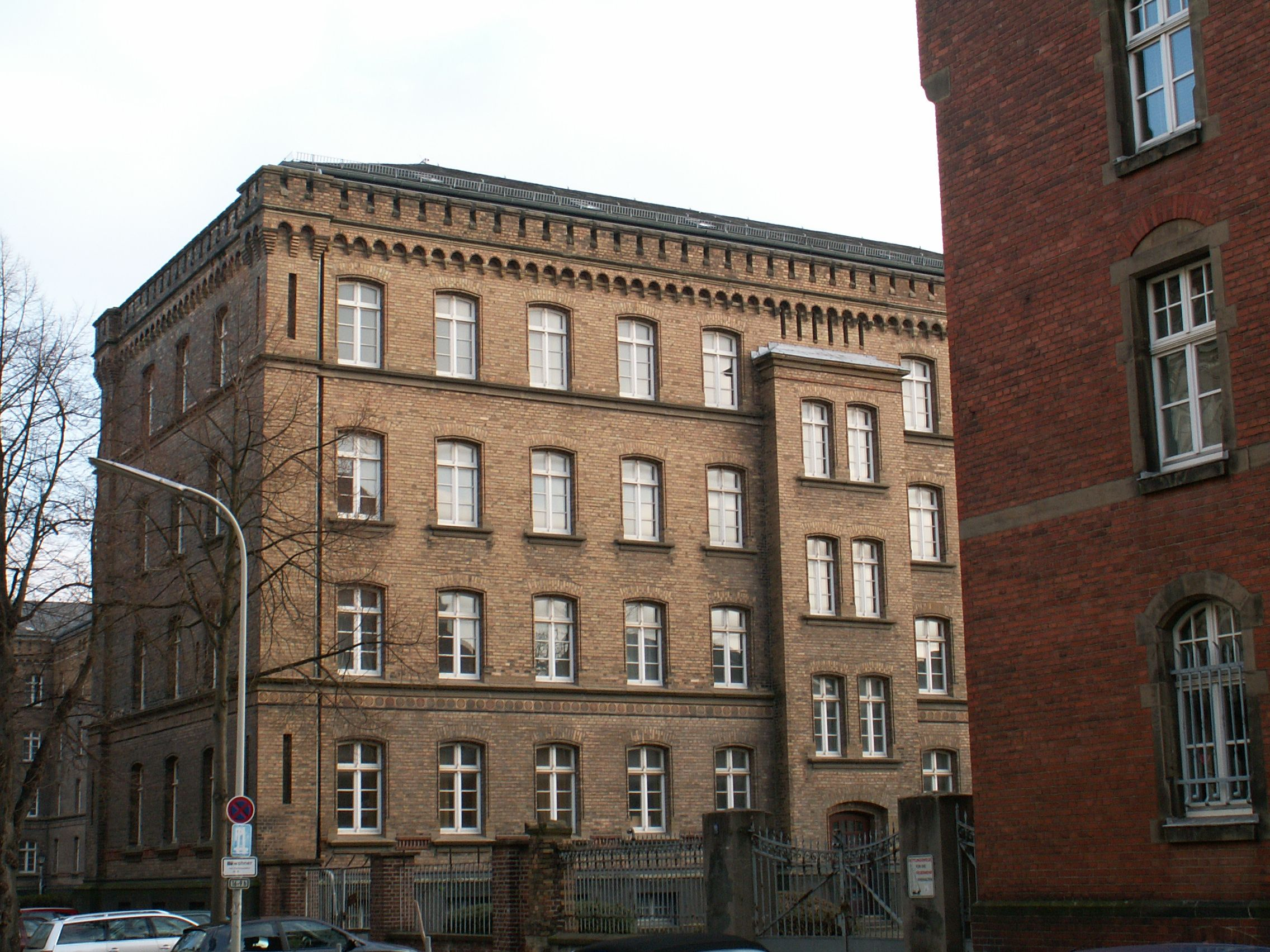
El antiguo cuartel Ermekeilkaserne
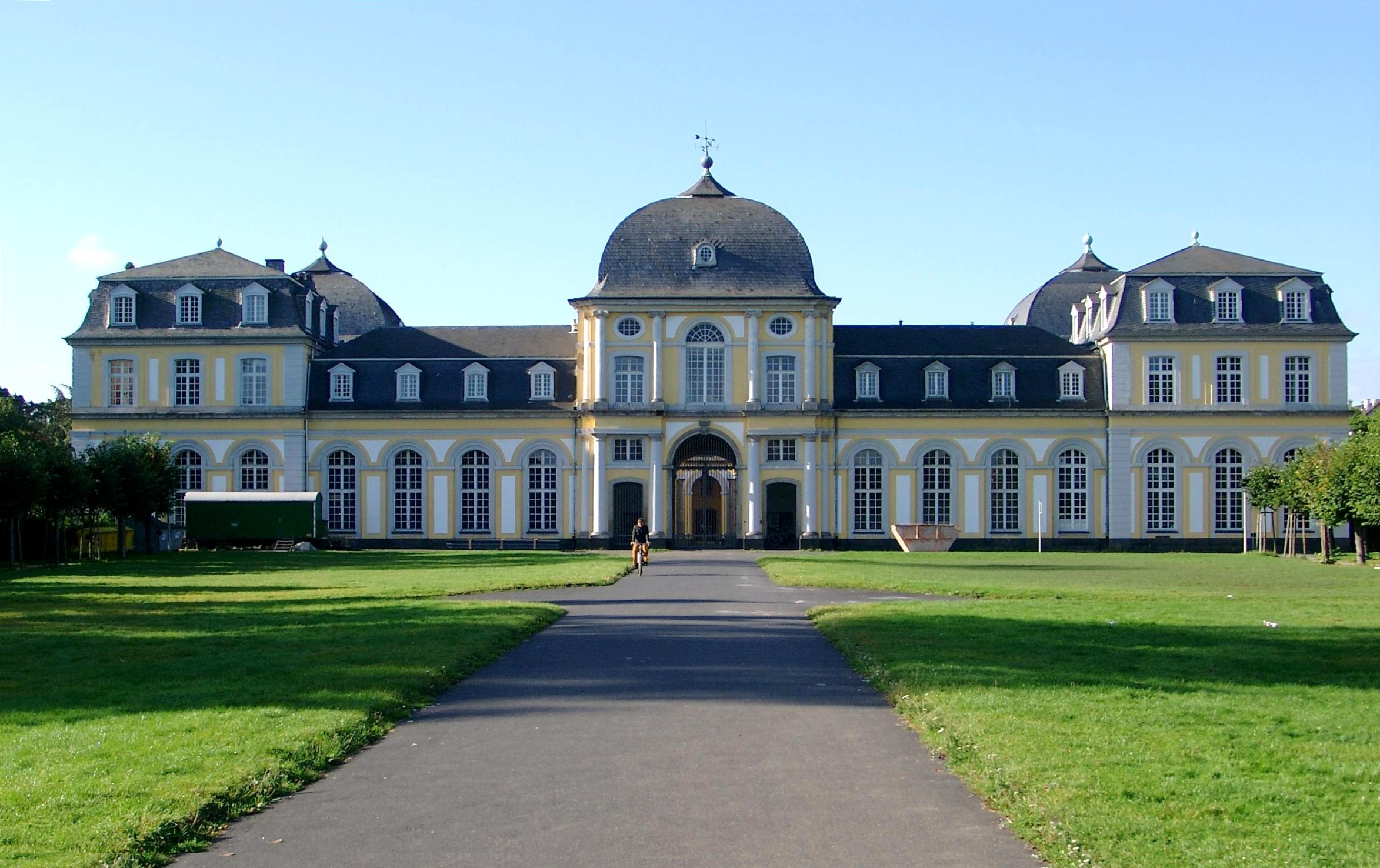
Castillo de  Poppelsdorf
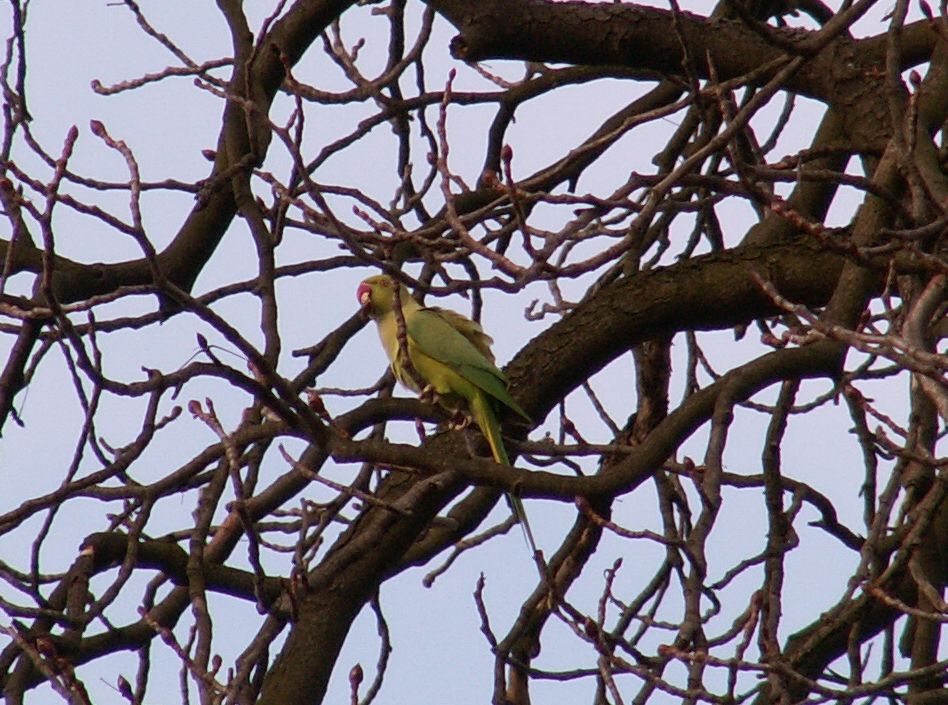
Papagayo en un árbol del Jardín Botánico
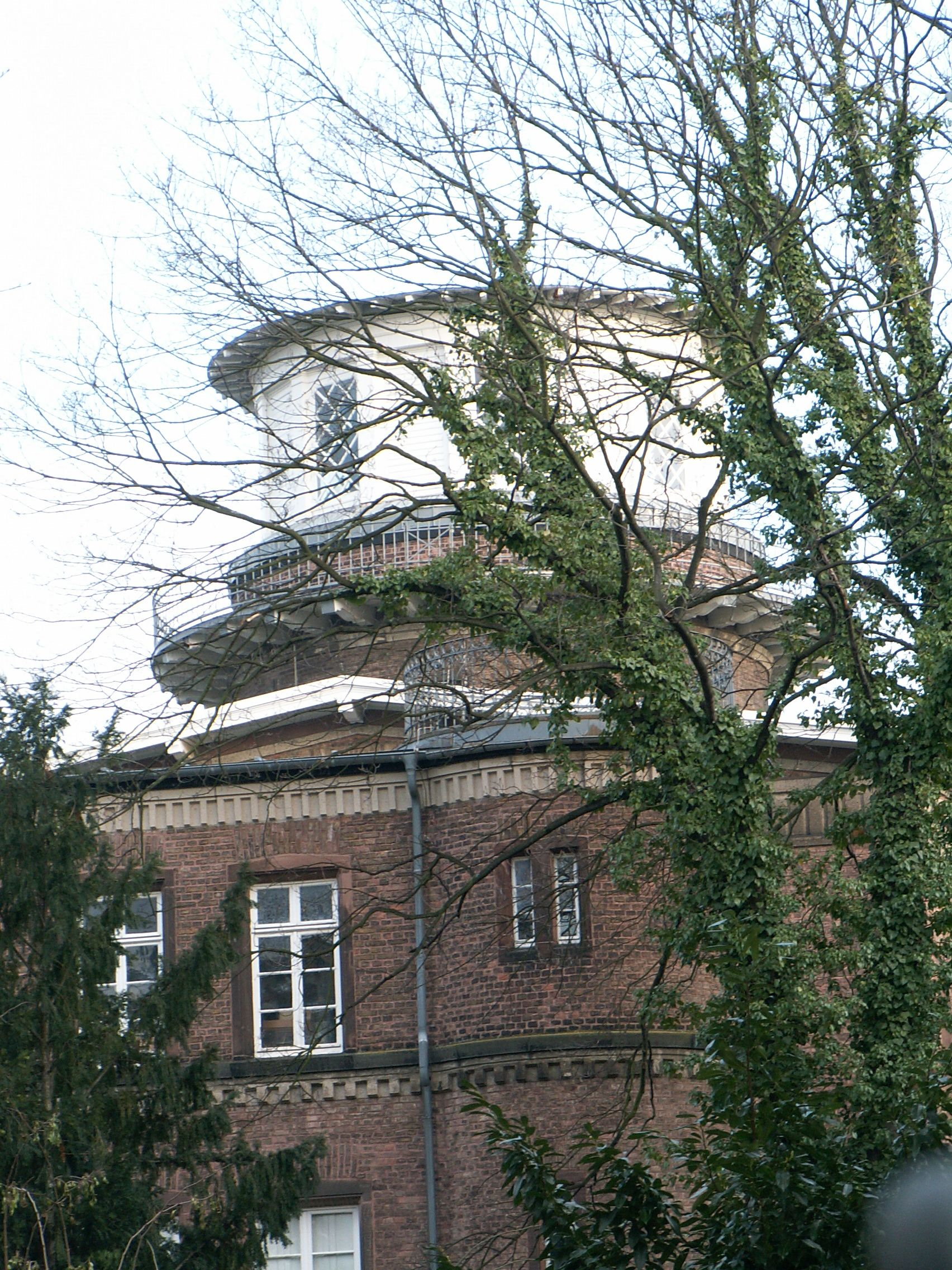
El histórico observatorio astronómico de la universidad de Bonn
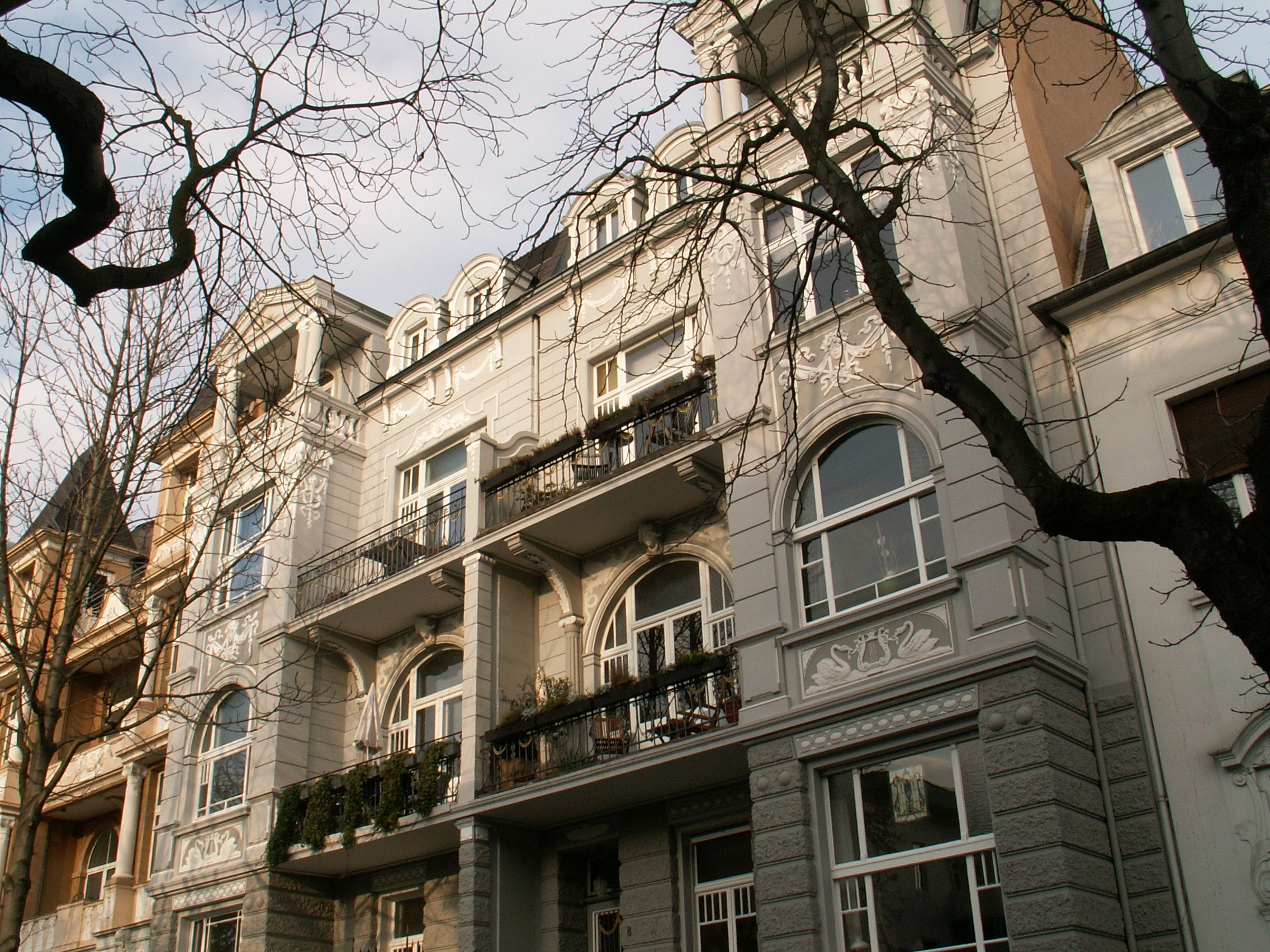
Varias casas del lugar y detalles
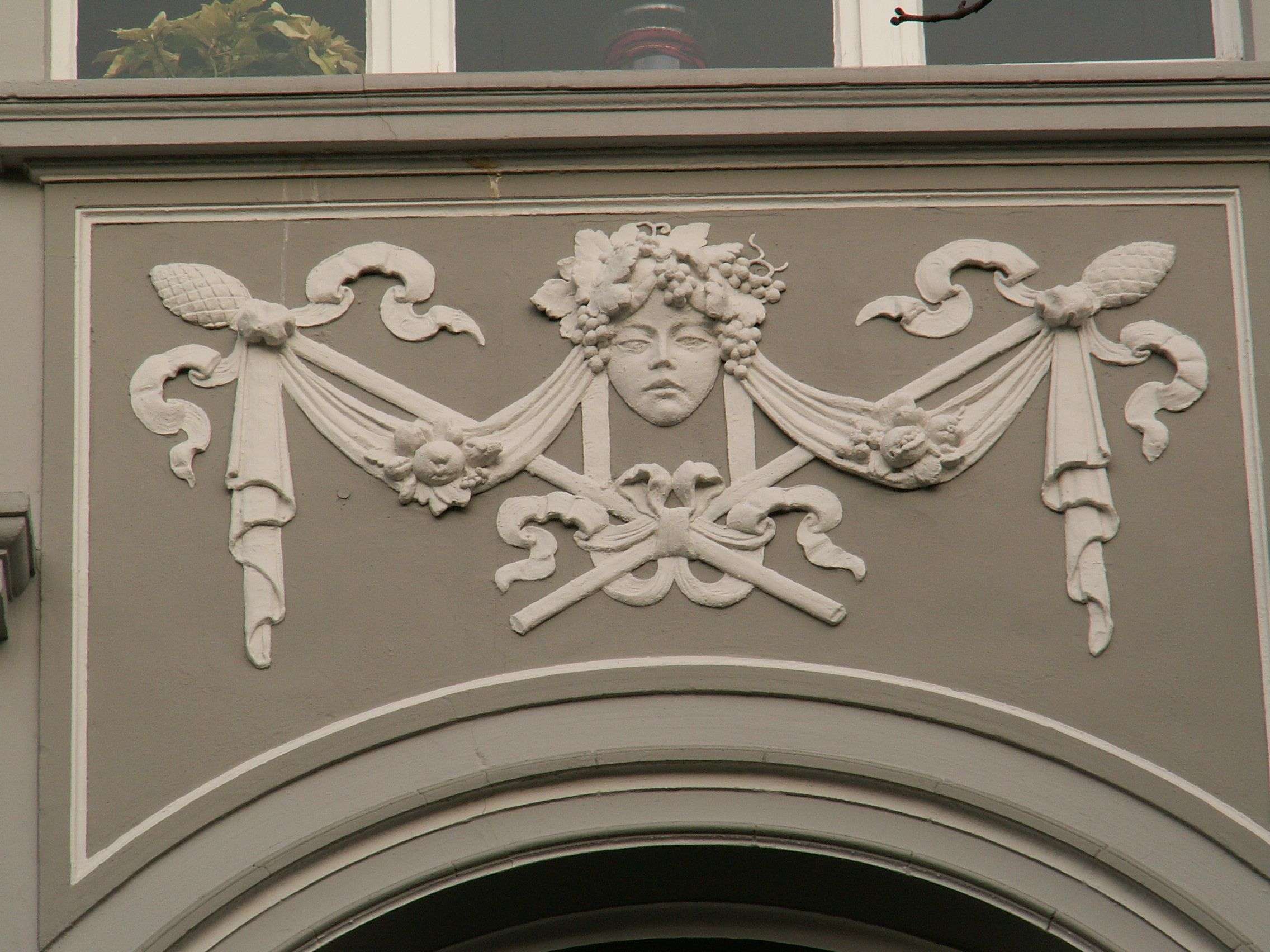
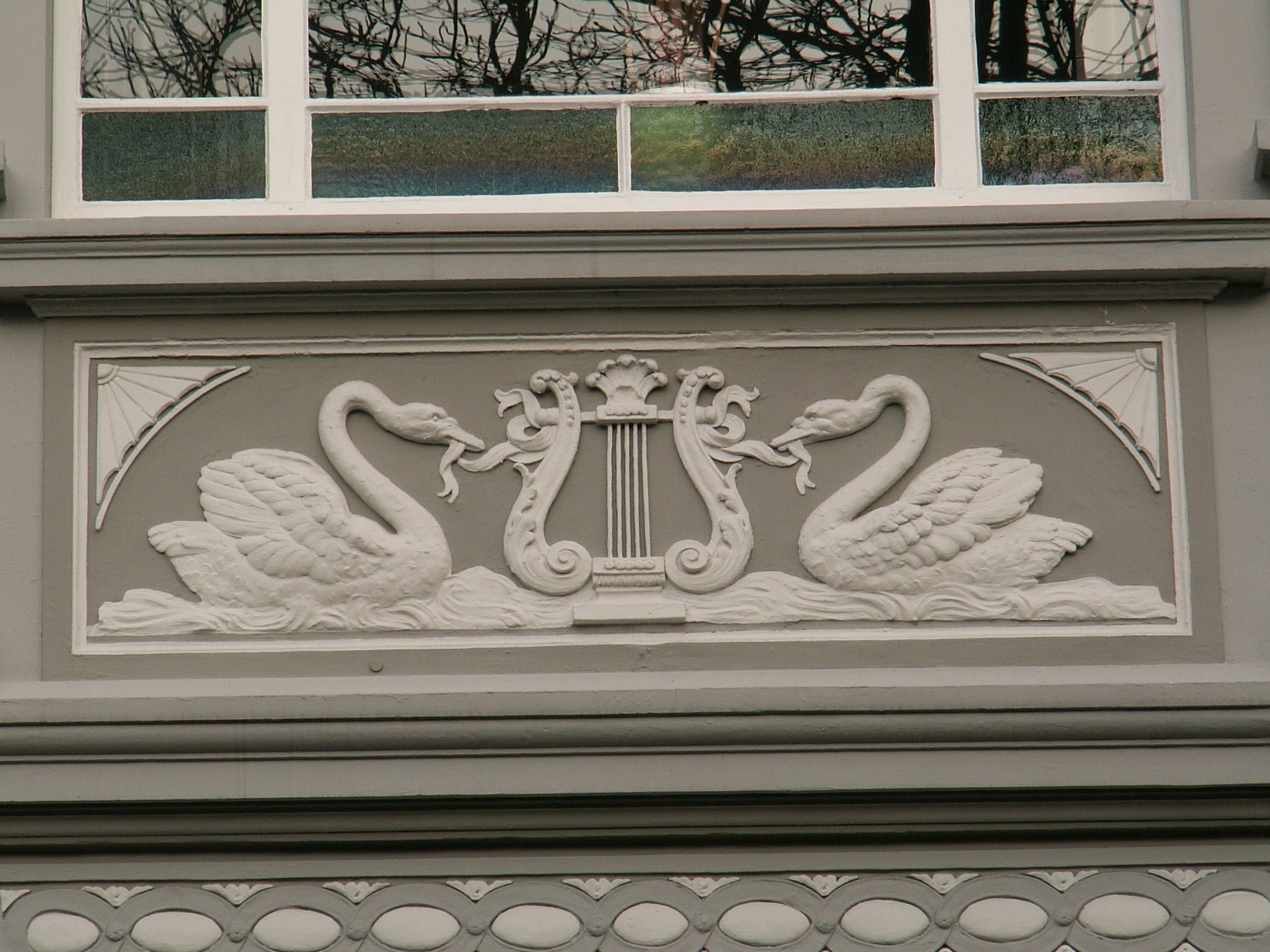
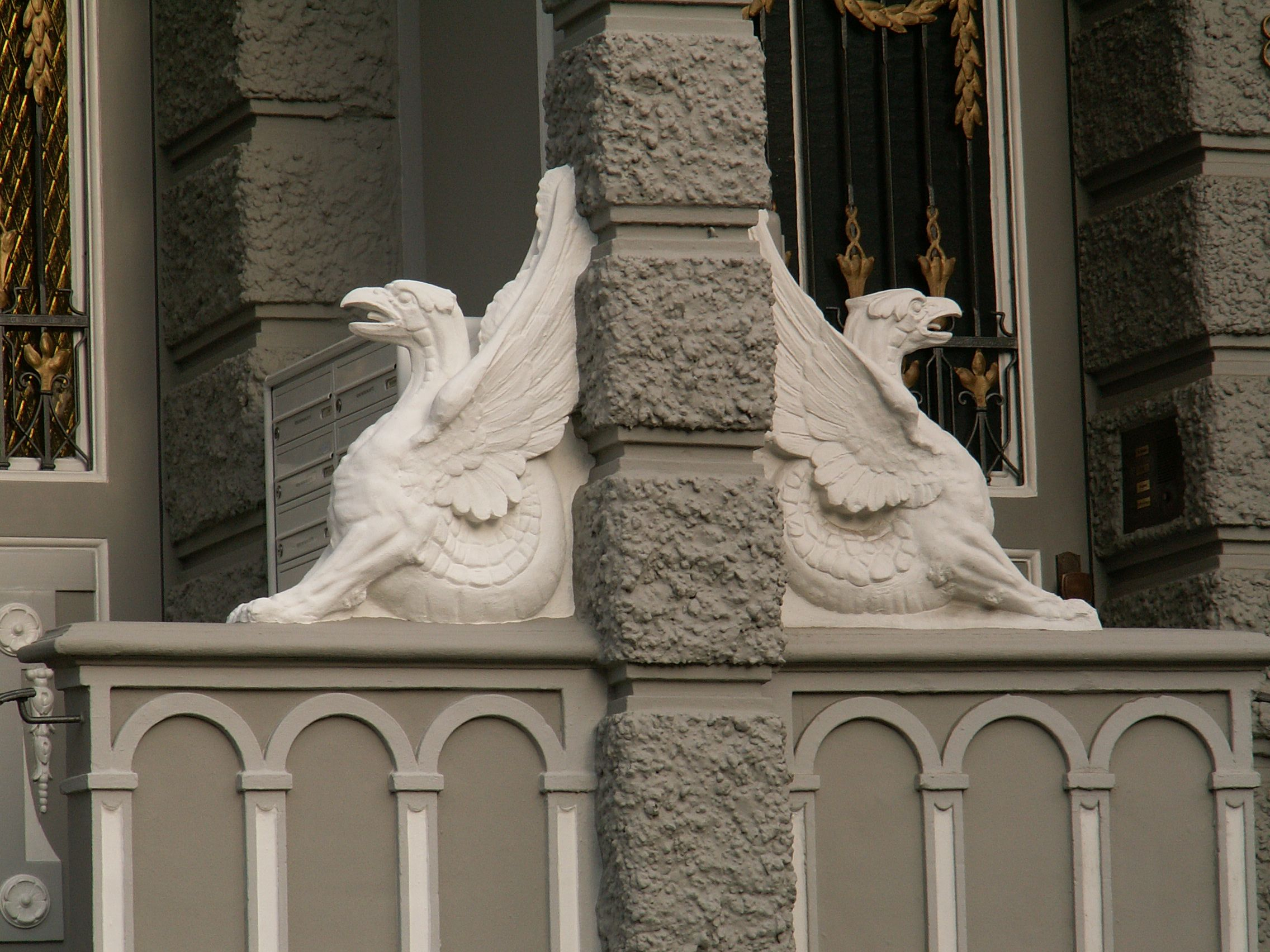
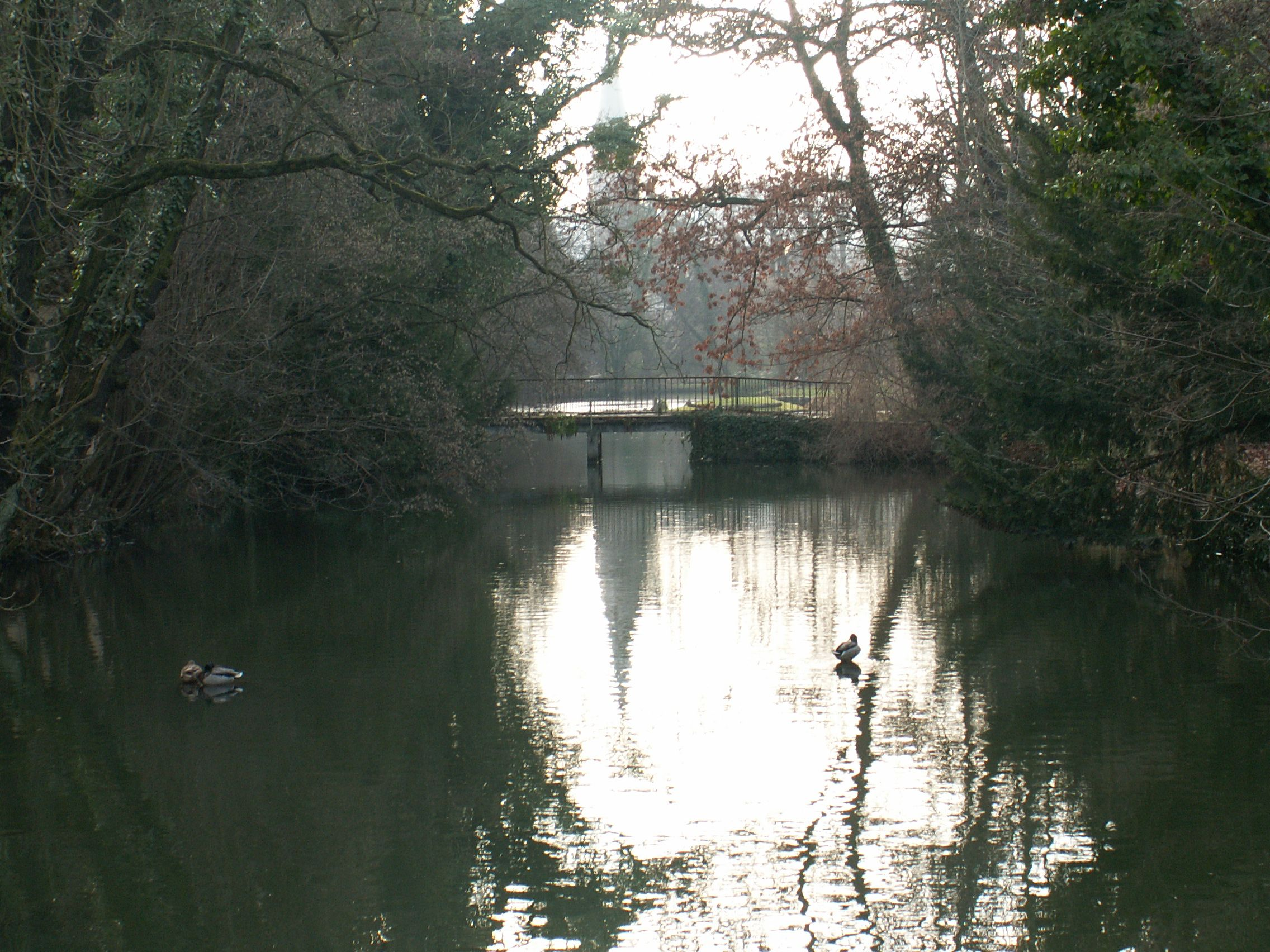
Estanque del castillo
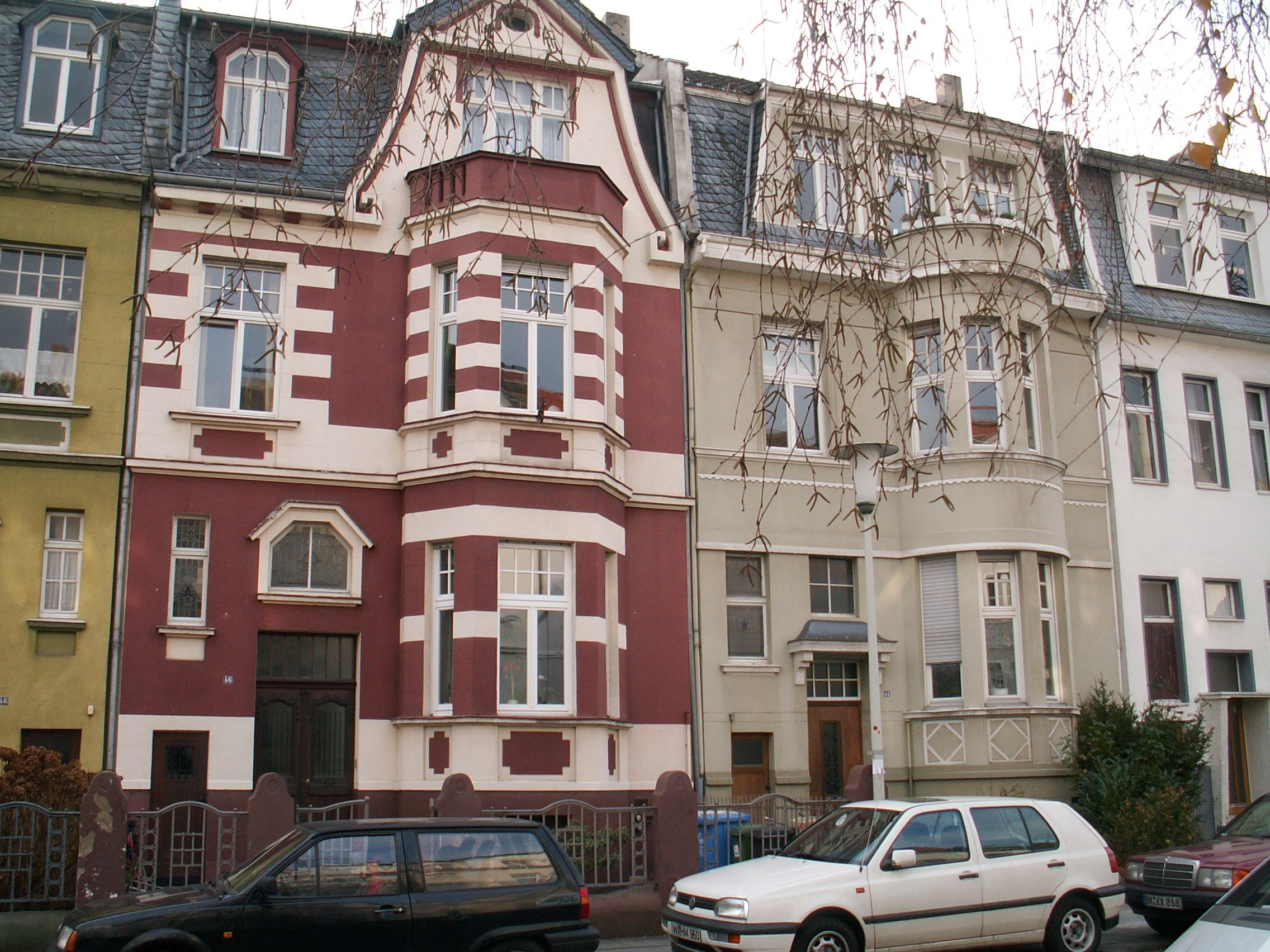
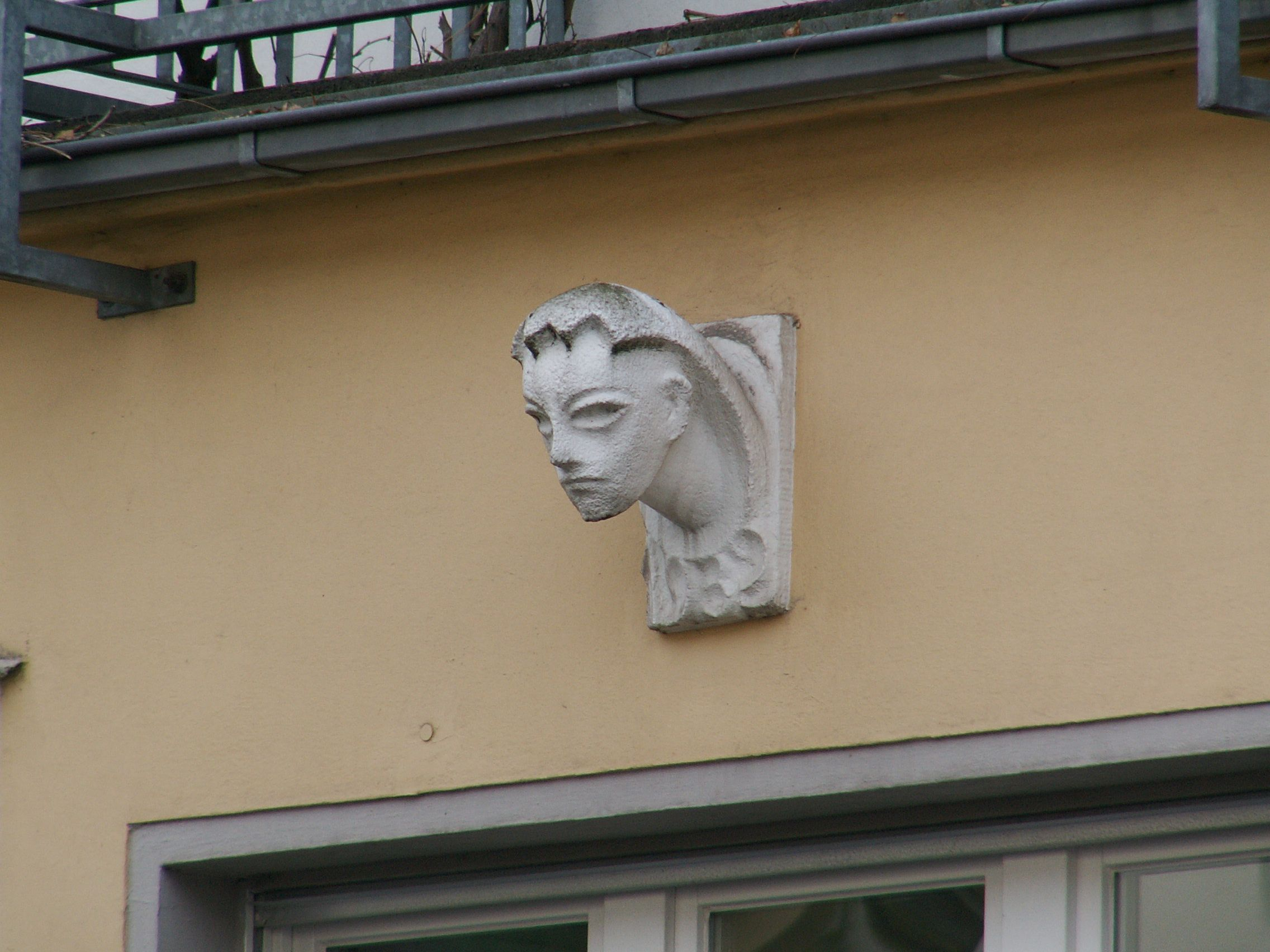
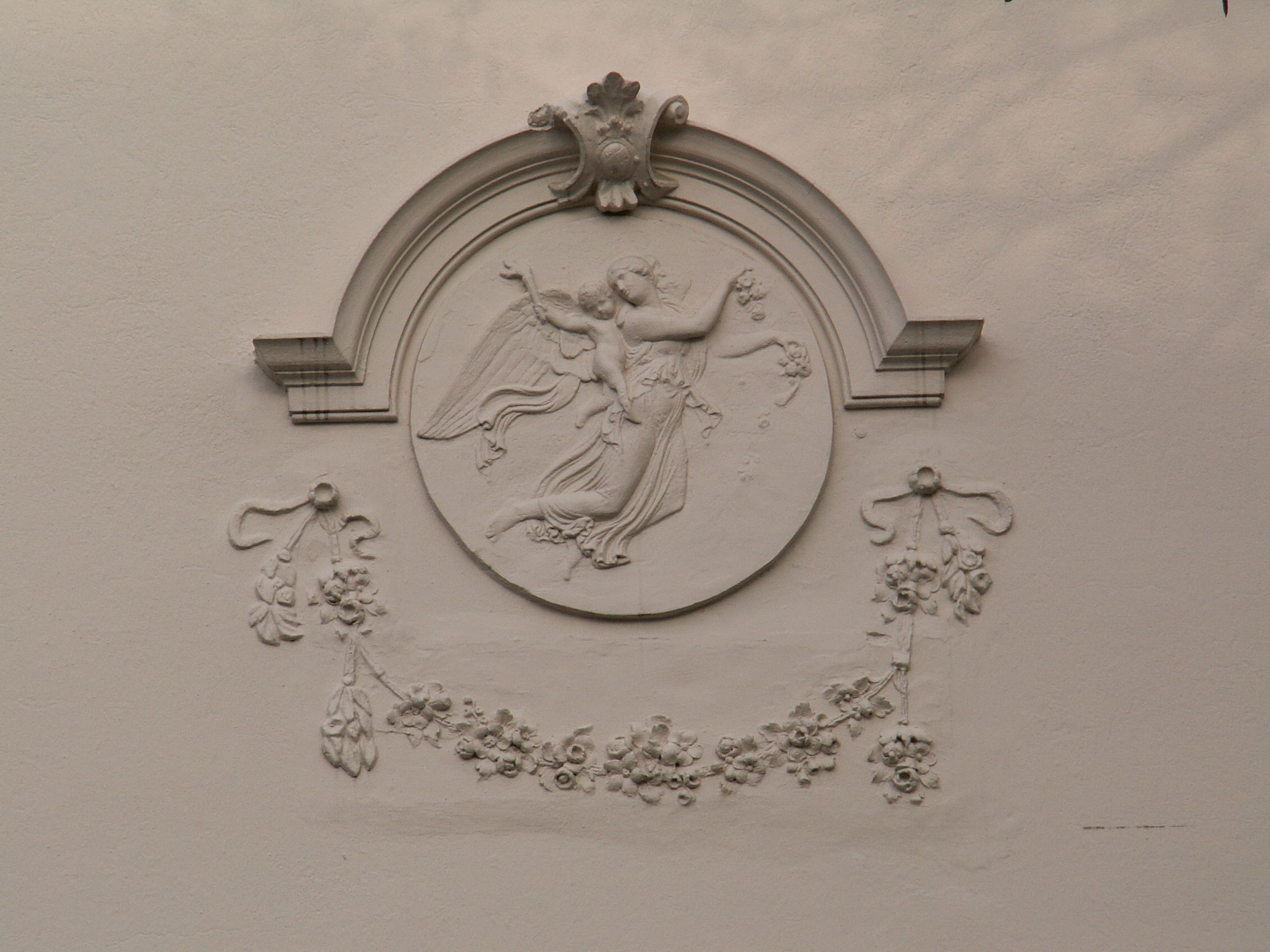
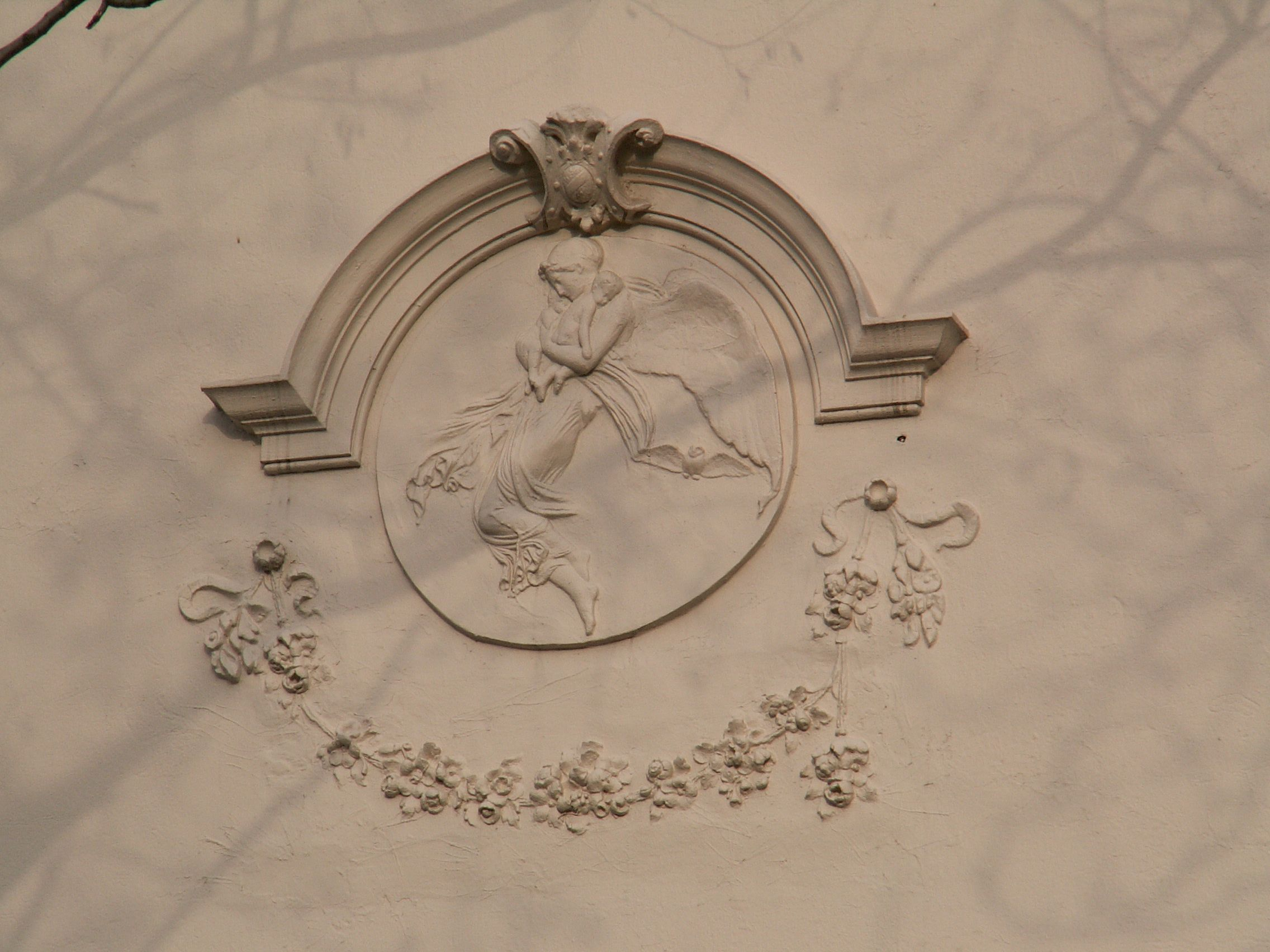
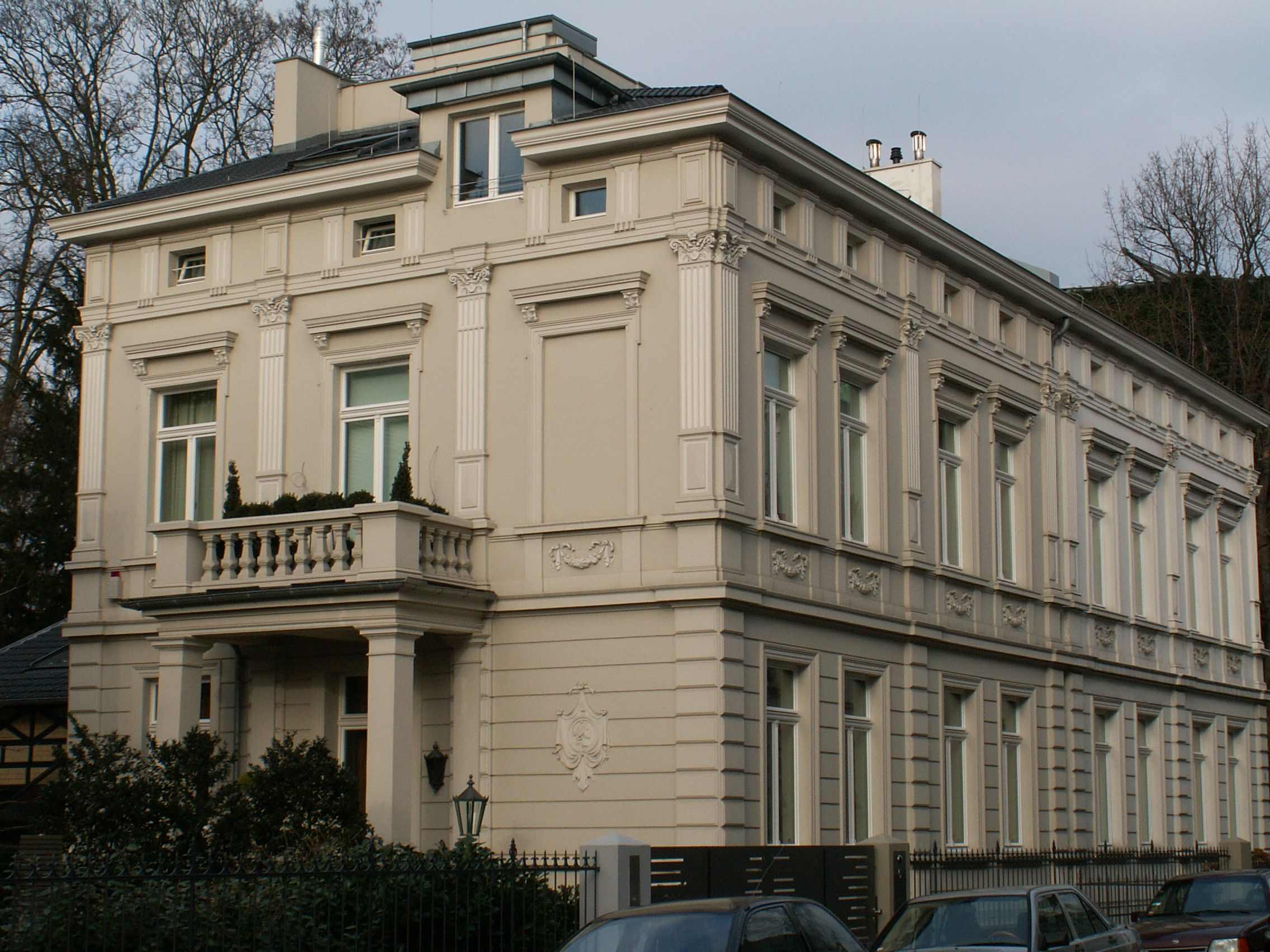
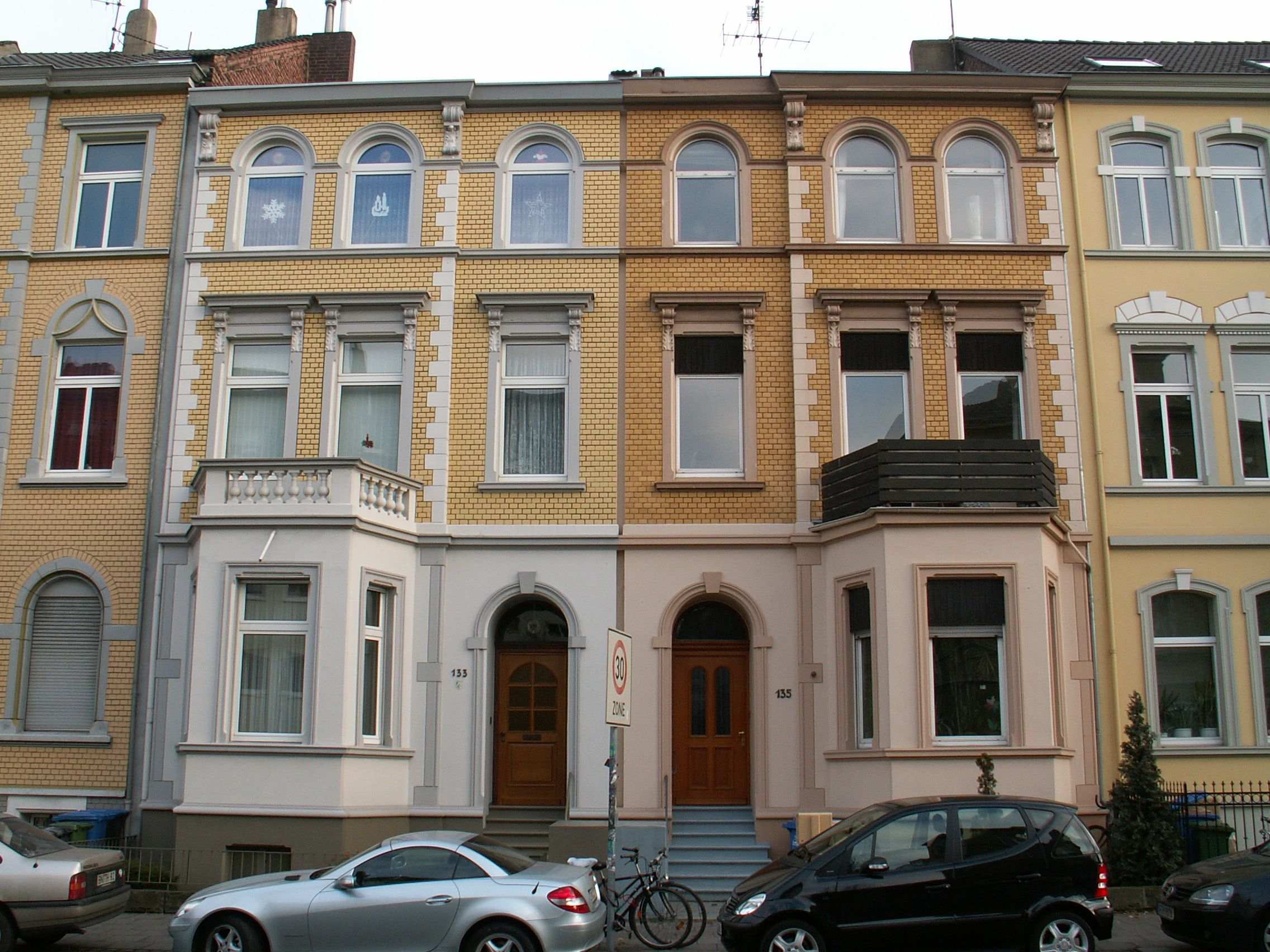
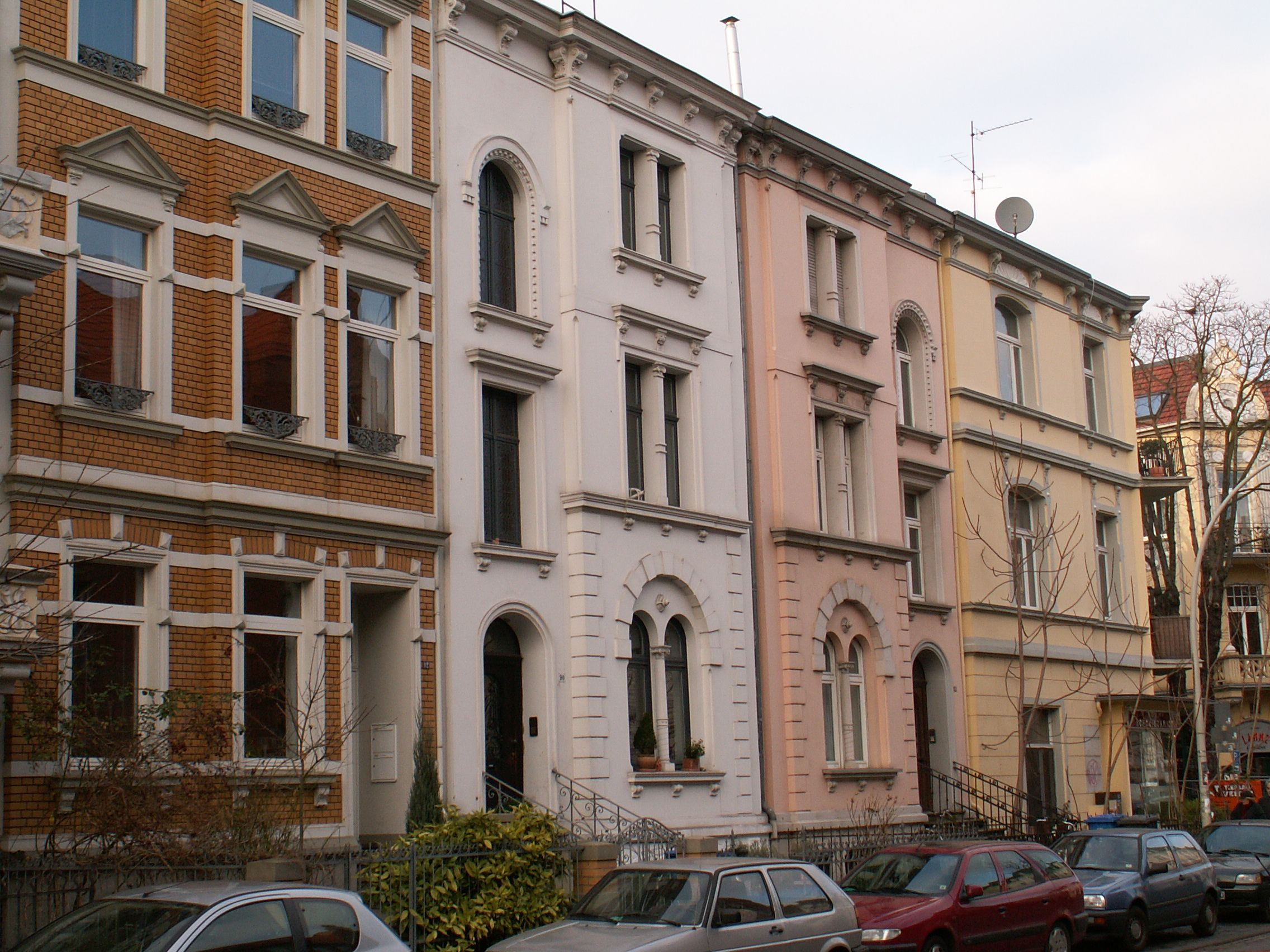
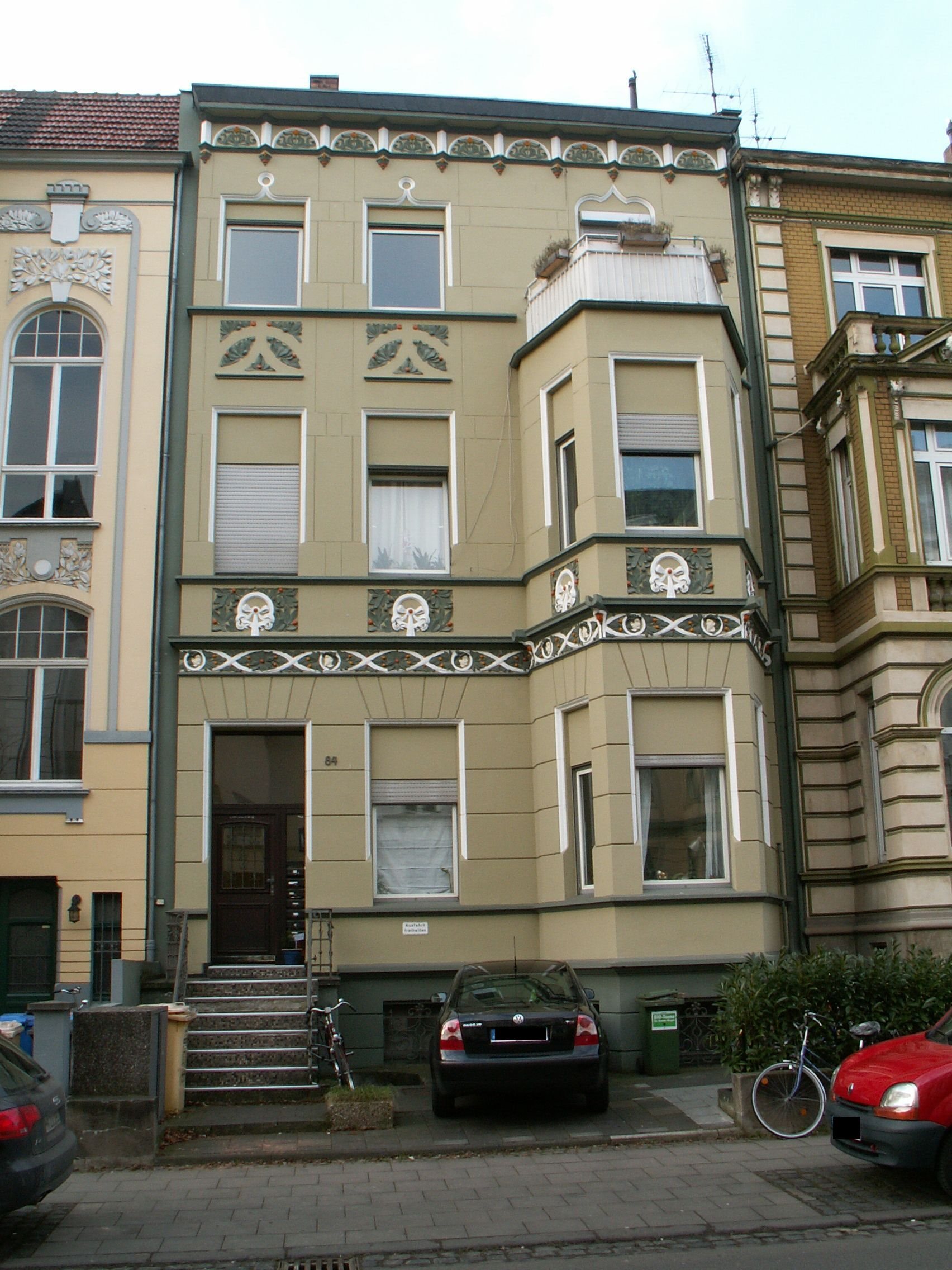
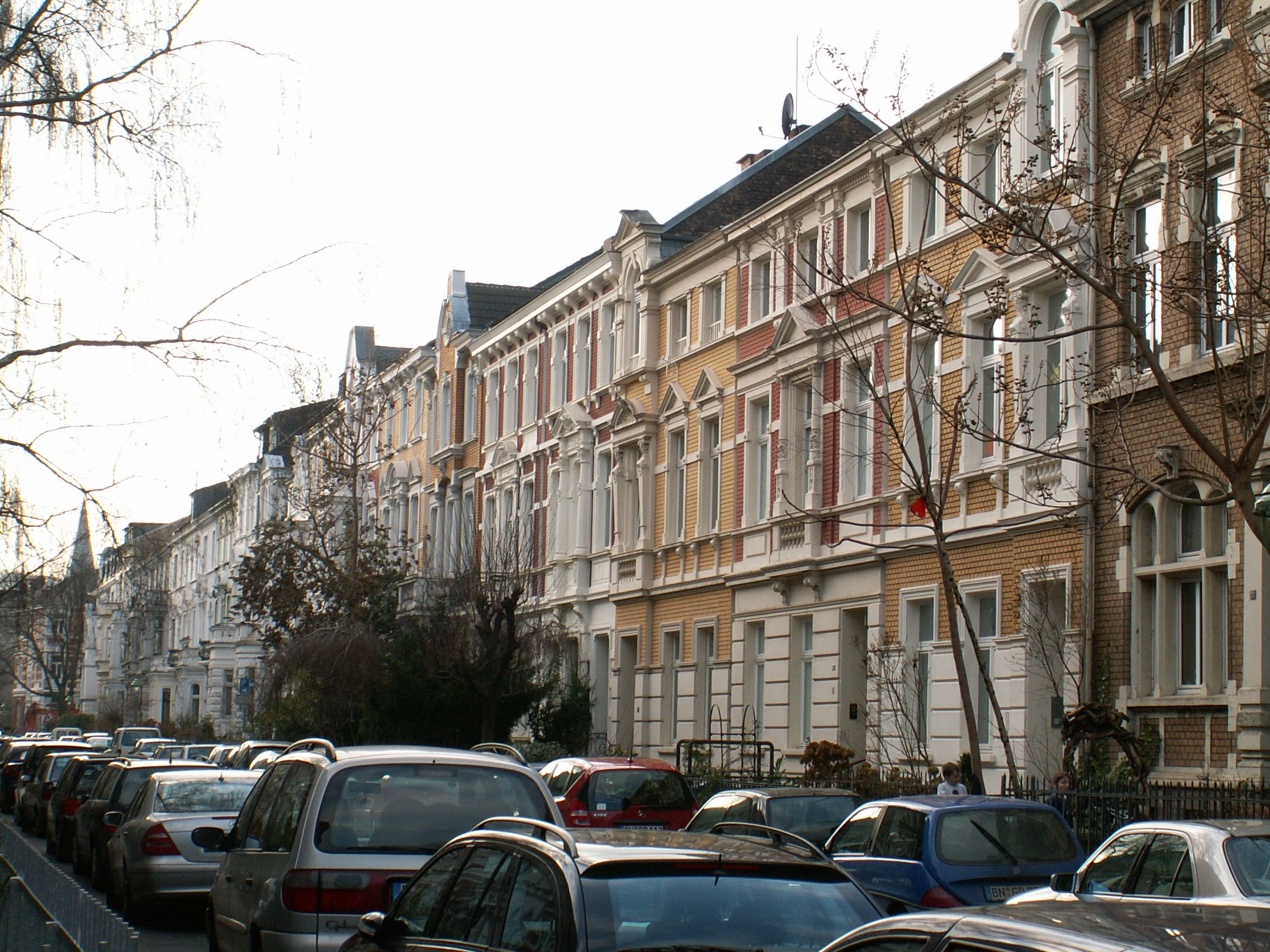
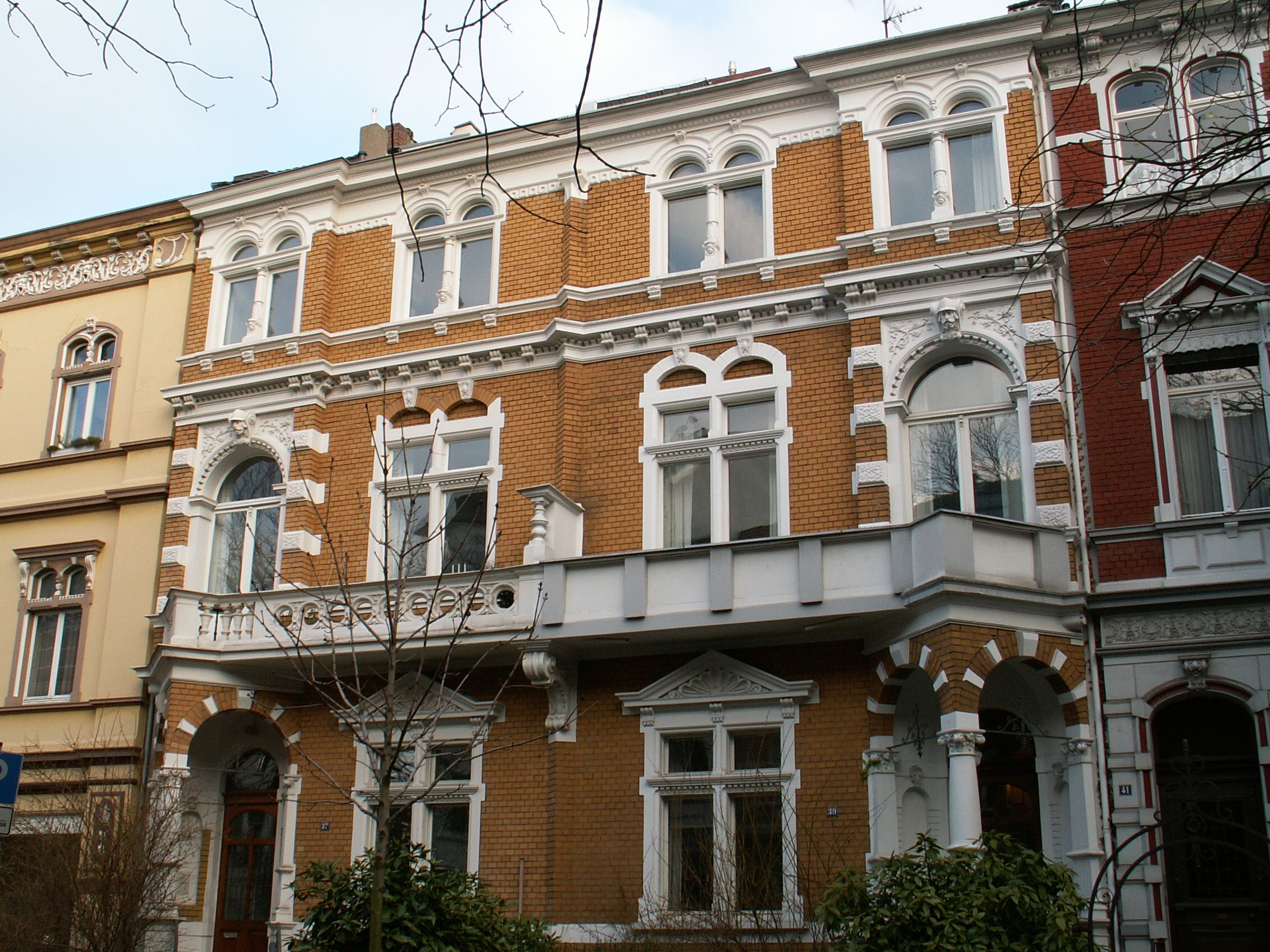
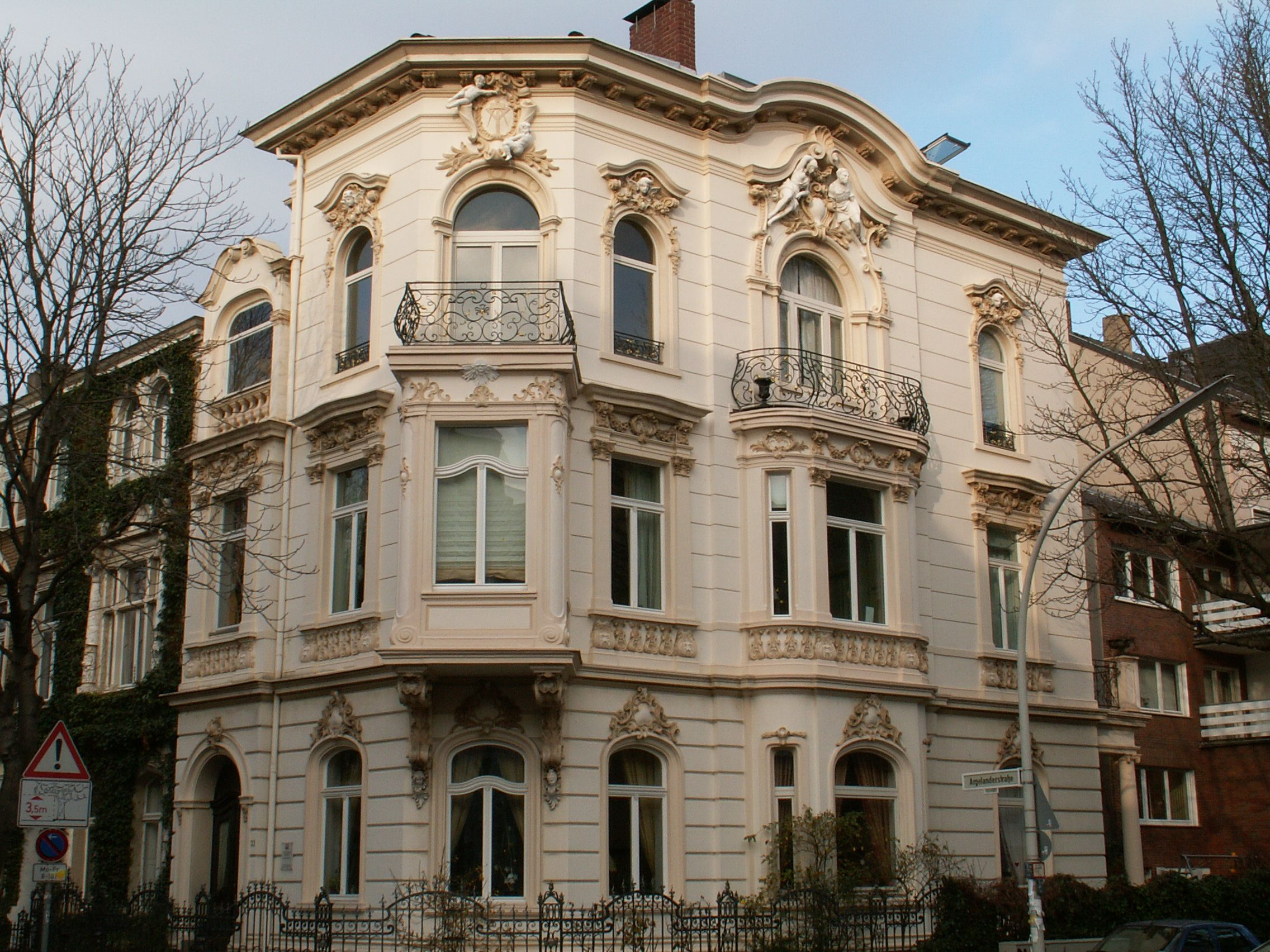
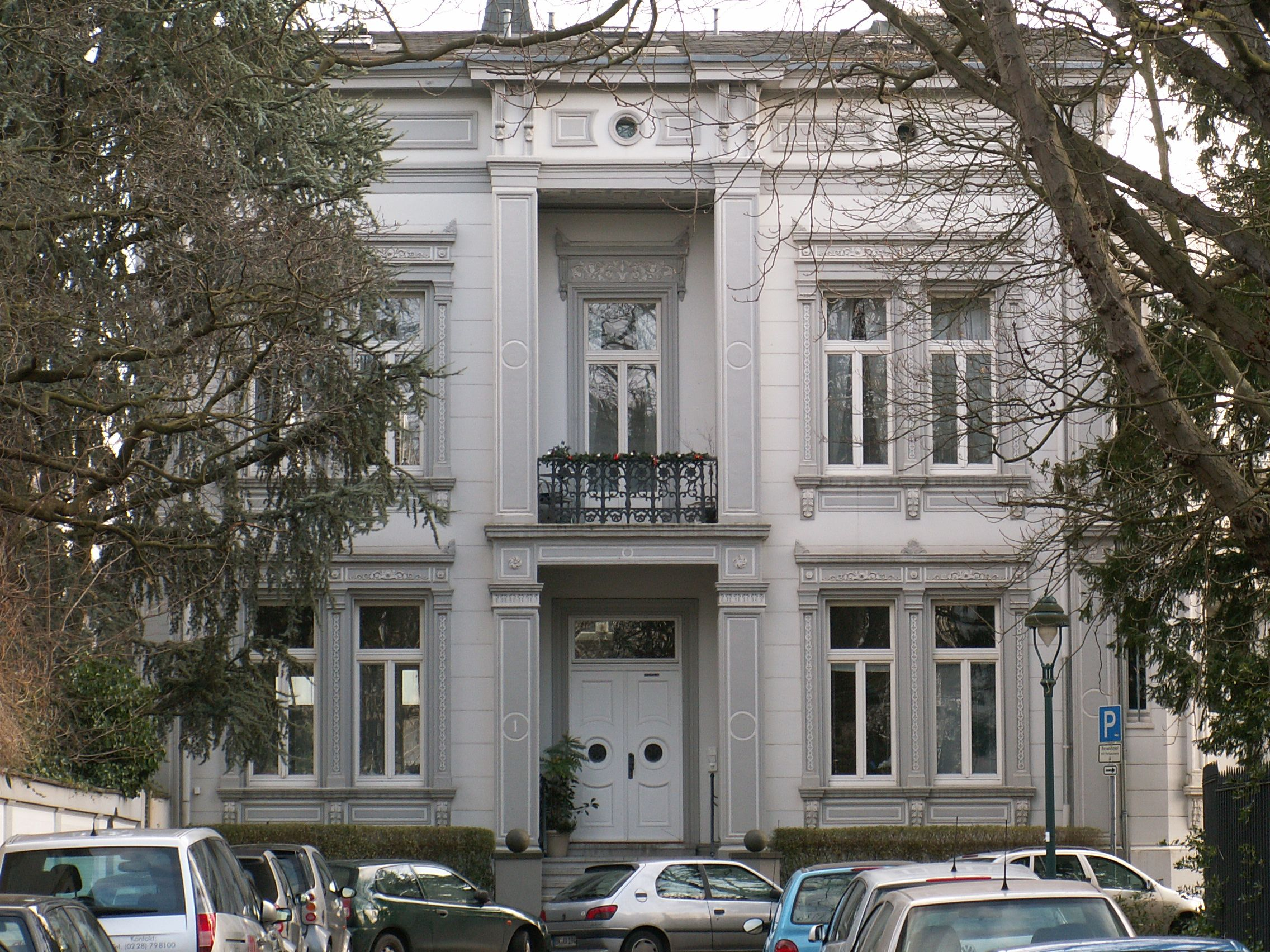